# Matt Read
Pour les articles homonymes, voir Read.
Matthew Zachary Jarrett Read, dit Matt Read, (né le 14 juin 1986 à Ilderton dans la province de l'Ontario au Canada) est un joueur professionnel canadien de hockey sur glace. Il évolue à la position d'ailier droit.

## Biographie

### Carrière en club
Après un séjour de 4 saisons avec l'Université d'État de Bemidji dans la NCAA, il signe un premier contrat professionnel de 3 ans à titre de joueur autonome non repêché dans la LNH avec les Flyers de Philadelphie, le 24 mars 2011. 
Il dispute son premier match en carrière dans la LNH, le 6 octobre 2011, face aux Bruins de Boston. Il marque son premier but en carrière en déjouant Martin Brodeur, des Devils, le 8 octobre. Read connaît son premier match multi-points (1b, 3a) dans une victoire écrasante de 7-2 face aux Sénateurs d'Ottawa, le 18 octobre. 
Le 20 septembre 2013, il signe une prolongation de contrat de 4 ans pour 14,5 M$ avec les Flyers. 
Le 30 juillet 2018, il s'entend sur les termes d'un contrat de 1 an à deux volets avec le Wild du Minnesota.

### Carrière internationale
Read a été sélectionné pour jouer le championnat du monde de hockey sur glace 2013 avec le Canada.

## Statistiques

### En club
| Saison     | Équipe                    | Ligue       |     | Saison régulière | Saison régulière | Saison régulière | Saison régulière | Saison régulière |   | Séries éliminatoires | Séries éliminatoires | Séries éliminatoires | Séries éliminatoires | Séries éliminatoires |
| Saison     | Équipe                    | Ligue       | PJ  | B                | A                | Pts              | Pun              | PJ               | B | A                    | Pts                  | Pun                  |                      |                      |
| 2005-2006  | Icehawks de Milton        | LHJPO       | 48  | 34               | 34               | 68               | 52               | -                | - | -                    | -                    | -                    |                      |                      |
| 2006-2007  | Buccaneers de Des Moines  | USHL        | 58  | 28               | 34               | 62               | 110              | 8                | 2 | 0                    | 2                    | 6                    |                      |                      |
| 2007-2008  | Beavers de Bemidji State  | CHA         | 36  | 9                | 18               | 27               | 37               | -                | - | -                    | -                    | -                    |                      |                      |
| 2008-2009  | Beavers de Bemidji State  | CHA         | 37  | 15               | 25               | 40               | 50               | -                | - | -                    | -                    | -                    |                      |                      |
| 2009-2010  | Beavers de Bemidji State  | CHA         | 37  | 19               | 22               | 41               | 32               | -                | - | -                    | -                    | -                    |                      |                      |
| 2010-2011  | Beavers de Bemidji State  | WCHA        | 37  | 22               | 13               | 35               | 34               | -                | - | -                    | -                    | -                    |                      |                      |
| 2010-2011  | Phantoms de l'Adirondack  | LAH         | 11  | 7                | 6                | 13               | 6                | -                | - | -                    | -                    | -                    |                      |                      |
| 2011-2012  | Flyers de Philadelphie    | LNH         | 79  | 24               | 23               | 47               | 12               | 11               | 3 | 2                    | 5                    | 4                    |                      |                      |
| 2012-2013  | Södertälje SK             | Allsvenskan | 20  | 6                | 18               | 24               | 12               | -                | - | -                    | -                    | -                    |                      |                      |
| 2012-2013  | Flyers de Philadelphie    | LNH         | 42  | 11               | 13               | 24               | 2                | -                | - | -                    | -                    | -                    |                      |                      |
| 2013-2014  | Flyers de Philadelphie    | LNH         | 75  | 22               | 18               | 40               | 16               | 7                | 1 | 2                    | 3                    | 4                    |                      |                      |
| 2014-2015  | Flyers de Philadelphie    | LNH         | 80  | 8                | 22               | 30               | 14               | -                | - | -                    | -                    | -                    |                      |                      |
| 2015-2016  | Flyers de Philadelphie    | LNH         | 79  | 11               | 15               | 26               | 27               | 6                | 0 | 0                    | 0                    | 2                    |                      |                      |
| 2016-2017  | Flyers de Philadelphie    | LNH         | 63  | 10               | 9                | 19               | 8                | -                | - | -                    | -                    | -                    |                      |                      |
| 2017-2018  | Flyers de Philadelphie    | LNH         | 19  | 1                | 0                | 1                | 2                | 6                | 1 | 1                    | 2                    | 4                    |                      |                      |
| 2017-2018  | Phantoms de Lehigh Valley | LAH         | 33  | 7                | 9                | 16               | 8                | -                | - | -                    | -                    | -                    |                      |                      |
| 2018-2019  | Wild du Minnesota         | LNH         | 12  | 1                | 0                | 1                | 2                | -                | - | -                    | -                    | -                    |                      |                      |
| 2018-2019  | Wild de l'Iowa            | LAH         | 61  | 16               | 21               | 37               | 36               | 10               | 3 | 5                    | 8                    | 12                   |                      |                      |
| 2019-2020  | Marlies de Toronto        | LAH         | 48  | 13               | 12               | 25               | 24               | -                | - | -                    | -                    | -                    |                      |                      |
| Totaux LNH | Totaux LNH                | Totaux LNH  | 449 | 88               | 100              | 188              | 83               | 30               | 5 | 5                    | 10                   | 14                   |                      |                      |

### En équipe nationale
| Année | Compétition          |   | PJ | B | A | Pts | Pun      |  | Résultat |
| 2013  | Championnat du monde | 8 | 1  | 2 | 3 | 2   | 5e place |  |          |
| 2014  | Championnat du monde | 8 | 2  | 3 | 5 | 2   | 5e place |  |          |